# Silnice I/31
Silnice I/31 je česká silnice I. třídy. Je specifická tím, že je okružní a celá vede v intravilánu města Hradec Králové, kde tvoří II. městský okruh (I. okruh obepíná historický střed města). Podobným případem je silnice I/42 v Brně. Velkorysý silniční okruh vznikl na základě meziválečného regulačního plánu města, který zpracoval architekt Josef Gočár, a nazývá se proto také Gočárův okruh (oficiálně se takto jmenuje jen východní část okruhu; další úseky nesou uliční názvy Okružní, Pilnáčkova, Resslova, Střelecká a Sokolská).
Silnice je vybudovaná ve čtyřpruhovém uspořádání a peážuje se silnicemi I/11, I/35 a de facto také I/37. Do zprovoznění úseku dálnice D35 Opatovice–Časy po ní také vedla evropská silnice E442. Všechny křižovatky kromě dvou jsou úrovňové se semafory. Celková délka silnice je 6,33 km, patří tak mezi nejkratší české silnice I. třídy.

## Vedení silnice
Od severozápadu ve směru hodinových ručiček:
- křižovatka s peážujícími silnicemi I/11 a I/35 (0,5 km)
- most přes Labe – Labský most
- křížení s III/29912 (0,5 km)
- křížení s III/2997 (0,5 km)
- jednorampová MÚK s ul. Pospíšilovou (pro náhradu levého odbočení směr Slezské Předměstí)
- křížení s I/11 (1 km)
- most přes Orlici – Orlický most
- mimoúrovňové křížení s III/29827 (0,5 km)
- křížení s I/35 (0,5 km)
- křížení s III/29810 (1 km)
- most přes Labe – most U Soutoku
- křížení s I/37 (0,5 km)
- křížení s místní komunikací Gočárova třída (původní silnice směr Praha) (1 km)
- křížení s ul. Průmyslová (větev silnic I/11 a I/35)
- křižovatka s peážujícími silnicemi I/11 a I/35 (1 km) – výchozí bod

## Modernizace silnice
| Číslo | Název                             | Délka  | Kategorie | Zahájení výstavby | Uvedení do provozu | Křižovatky |
| ----- | --------------------------------- | ------ | --------- | ----------------- | ------------------ | ---------- |
| H59   | Hradec Králové, křižovatka Mileta | 0,4 km |           | 03/2024           | plánováno 2026     |            |